# Sacralisation

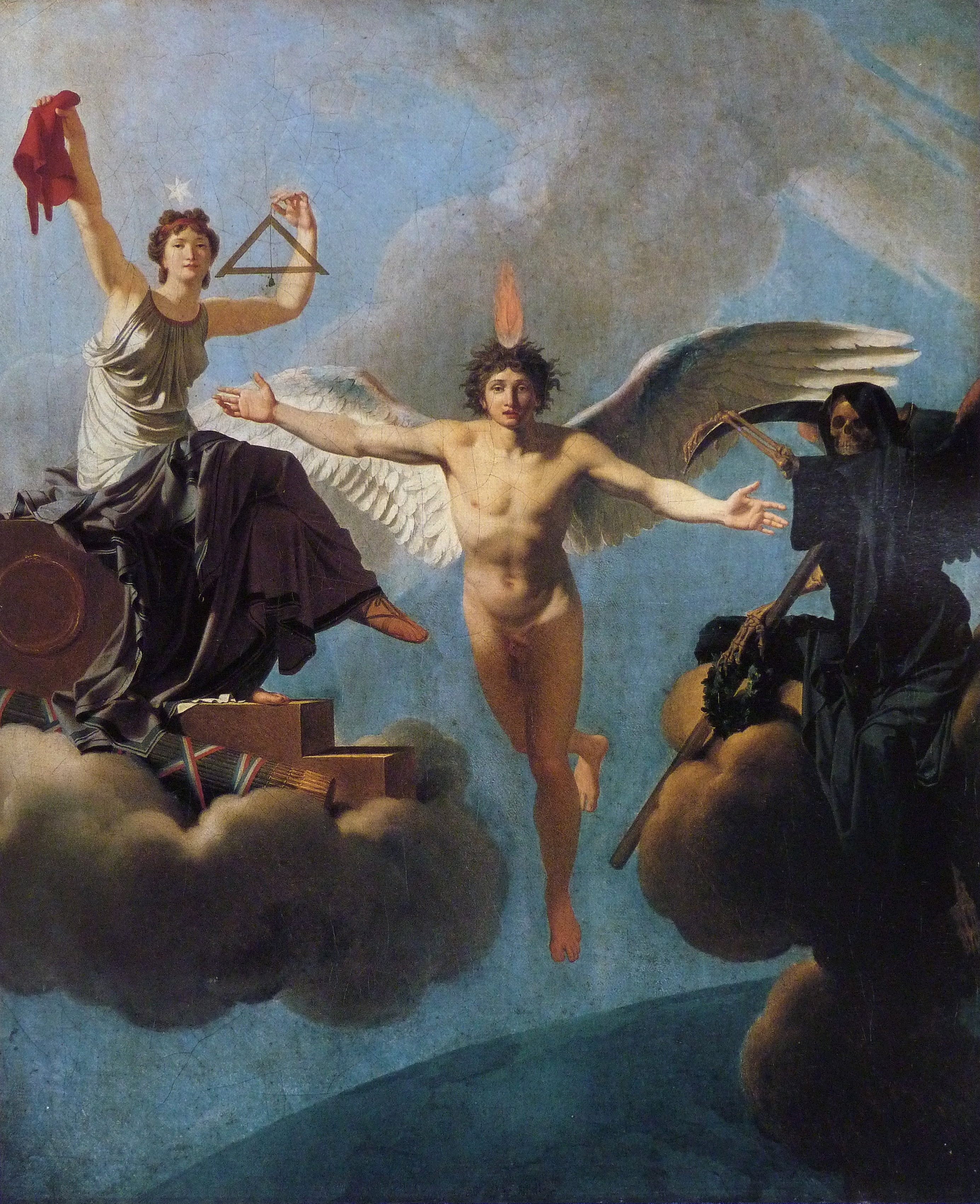
Issu des Lumières, le monde moderne reprend une bonne part de l'iconographie chrétienne pour véhiculer ses valeurs, en premier lieu la liberté, présentée comme principe inviolable, donc sacré.
Ici, le tableau La Liberté ou la Mort, de Jean-Baptiste Regnault, 1795.

Le mot « sacré » vient des mots latins « sacer », « sacra », « sacrum », qui proviennent eux-mêmes du verbe sancio, signifiant « rendre inviolable ». On désigne par conséquent sous le nom sacralisation le fait de survaloriser une personne, un objet, un phénomène ou une idée au point de ressentir leur remise en question comme un interdit ou tabou.
- La sacralisation peut être interprétée positivement, comme synonyme de sanctification, associée à l'idée d'une divinité ou d'un bien suprême et par conséquent être interprétée comme le contraire de la diabolisation.

- À l'inverse, et d'un point de vue moderniste, la sacralisation peut être assimilée à l'idolâtrie, au fétichisme, à la magie et à la religion ; considérée par conséquent comme relevant de postures « archaïques », « irrationnelles » ou « conservatrices », au sens péjoratif de ces termes[1].

Le mot « sacré » est issu du vocabulaire de la religion, on oppose alors le sacré au profane et la sacralisation à la profanation. Mais ce terme est parfois utilisé hors de tout contexte religieux (le contraire de sacralisation est « sécularisation »). L'article 17 de la Déclaration des Droits de l'Homme et du Citoyen de 1789, par exemple, stipule que « la propriété est un droit inviolable et sacré ». Dans les pratiques officielles, toutefois, le mot est le plus souvent remplacé par d'autres (l'article 2 de la Déclaration, par exemple, invoque des droits « imprescriptibles »). Même lorsque le mot « sacré » n'est pas utilisé, l'idée à laquelle il renvoie est présente dans bon nombre de situations contemporaines, notamment l'organisation du travail. Ainsi, par exemple, le mot « hiérarchie » dérive-t-il du grec ancien hieros, qui signifie « sacré ».
Le terme « sacré » est en revanche couramment utilisé comme métaphore, lorsqu'il est collectivement et implicitement admis que l'autorité d'une idée ou d'une personne ne sont pas à remettre en question (on désigne par exemple certains acteurs de cinéma de « monstres sacrés ») ou que la réalité d'un phénomène est déclarée irréfutable, donc indiscutable (on parle par exemple de sacralisation de l'enfance ou de sacralisation de la victime).
Tandis que la sociologie s'attache à valider ou invalider la pertinence d'une permanence du sacré dans les sociétés contemporaines considérées comme laïcisées (c'est-à-dire où l'influence des religions est sinon niée du moins relativisée), la psychologie s'intéresse au processus de sacralisation : dans quelle mesure celui qui sacralise est-il conscient qu'il sacralise et quel sens donne-t-il alors à son attitude ?

## Le sacré aujourd'hui
Il est d'usage répandu d'associer le terme « sacré » aux pratiques religieuses et de considérer que, sous l'impulsion des Lumières, notamment, « l'homme moderne » ne sacralise plus rien. C'est ce que tend à penser, en 1917, le sociologue allemand Max Weber. Il avance en effet la thèse que, poussée par un désir de rationaliser toujours plus les comportements, la bourgeoisie du XVIIIe siècle, notamment celle issue du protestantisme, a « désenchanté le monde ». Un siècle plus tard, et de façon plus péremptoire, le sociologue italien Sabino Acquaviva utilise le terme « dissacration » pour signifier que la société industrielle provoque inévitablement chez les individus la perte du sens du sacré.
Cette approche n'est cependant pas partagée par tous. Ainsi, en 1939, Roger Caillois soutient l'idée d'une permanence du sacré, au travers notamment de phénomènes tels que la guerre ou la fête. En 1957, Mircea Eliade estime que la religion ne doit pas être interprétée uniquement comme « une croyance en des divinités », mais comme une « expérience du sacré ». Celle-ci est selon lui intemporelle et il n'y a aucune raison pour qu'elle ne s'éprouve pas dans les temps modernes.
Trois facteurs sont alors principalement désignés comme investis de sacré : la représentation du réel, la politique et la technique.

### La représentation du réel

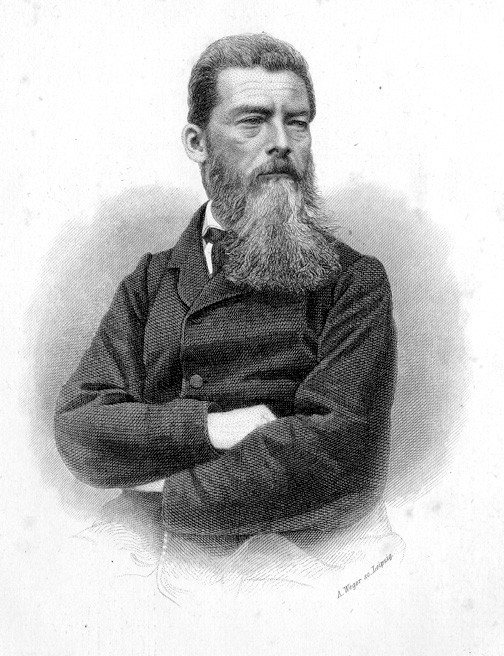
Feuerbach

Dès le XIXe siècle, en 1848 exactement, le philosophe allemand Ludwig Feuerbach écrivait ces mots :

« Et sans doute notre temps préfère l’image à la chose, la copie à l’original, la représentation à la réalité, l’apparence à l’être. Ce qui est sacré pour lui, ce n’est que l’illusion, mais ce qui est profane, c’est la vérité. Mieux, le sacré grandit à ses yeux à mesure que décroît la vérité et que l’illusion croît, si bien que le comble de l’illusion est aussi pour lui le comble du sacré. »

Reprenant lui-même ce propos, dès les premières pages de son livre, La Société du Spectacle, en 1967, le philosophe français Guy Debord avance qu'en avalisant l'idéologie capitaliste, les humains en viennent à « fétichiser les marchandises », si bien que la société n'est plus alors qu'une fiction, le « spectacle » d'un fantasme collectif.

### La politique
Dès le début du XIXe siècle, Hegel encense l'État en tant qu'entité au point de lui conférer une valeur spirituelle, voire religieuse : « Tout ce que l'homme est, il le doit à l'État : c'est là que réside son être. Toute sa valeur, toute sa réalité spirituelle, il ne les a que par l'État. » (La Raison dans l'histoire) ; « L’État est l’Idée divine telle qu’elle existe sur terre » (Leçons sur la philosophie de l'histoire).
Mais ce n'est qu'un siècle plus tard que des intellectuels (tous Allemands ou germanophiles, tels le Français Aron) vont pointer le paradoxe que constitue le caractère religieux de concepts prétendus sécularisés : État, politique, philosophie de l'histoire.
- En 1922, Carl Schmitt avance que « tous les concepts prégnants de la théorie moderne de l'État ne sont que des concepts théologiques sécularisés »[10].

- En 1938, Eric Voegelin estime que la modernité s'enracine dans la tentative de faire descendre le paradis sur terre et de faire de l'accès aux moyens du bonheur ici-bas la fin ultime de toute politique[11].

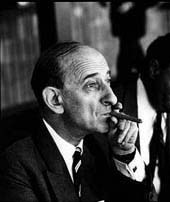
Raymond Aron

- En 1944, Raymond Aron considère que le long déclin du christianisme en Occident, à partir du XVIIIe siècle, n'a nullement conduit à la disparition du sacré mais à son déplacement dans la sphère politique. Il qualifie ainsi la politique de « religion séculière »[12].

- En 1949, Karl Löwith développe l'idée que les fondements même de la philosophie de l'histoire sont de nature théologique [13].

- En 1957, le psychanalyste suisse Carl Gustav Jung estime que, à l'Ouest comme à l'Est, le fait que les individus espèrent que l'État améliorent leur condition constitue un fait religieux[14].

Par la suite, et jusqu'au XXIe siècle, différents intellectuels reprennent et développent l'idée d'une permanence du sacré et des présupposés religieux dans les prises de position valorisant la modernité.
Constatant que l'activité politique répond à des impératifs de mise en scène (compte tenu du fait qu'elle ne peut plus s'exercer indépendamment du pouvoir médiatique), certains chercheurs estiment qu'elle s'inscrit dans le cadre d'un processus de sacralisation à part entière.
Et invitant à dépasser le clivage traditionnel entre pensée judéo-chrétienne et héritage des Lumières, le sociologue Hans Joas affirme quant à lui que ce que l'on appelle « les droits de l'homme » correspond ni plus ni moins à une sacralisation de l'individu.

### La technique
En 1954, dans La Technique ou l'Enjeu du siècle, Jacques Ellul développe l'idée que « le monde » n'est nullement « désenchanté », comme l'affirme Weber, mais seulement « la nature »; et qu'en revanche c'est la technique (par laquelle l'homme a désacralisé la nature au nom de l'idéologie du progrès et qui devient « un nouvel environnement », à la place de la nature) qui est désormais sacralisée :

« Le sentiment du sacré et le sens du secret sont des éléments sans lesquels l'homme ne peut absolument pas vivre, les psychanalystes sont d'accord là-dessus. Or l'invasion technique désacralise le monde dans lequel l'homme est appelé à vivre. Pour la technique, il n'y pas de sacré, il n'y a pas de mystère, il n'y a pas de tabou. Et cela provient justement du (fait qu'elle est devenue un phénomène autonome). (…) La technique est désacralisante car elle montre, par l'évidence et non par la raison (…) que le mystère n'existe pas. (…) L'homme qui vit dans le milieu technique sait bien qu'il n'y a plus de spirituel nulle part. Et cependant, nous assistons à un étrange renversement ; l'homme ne pouvant vivre sans sacré, il reporte son sens du sacré sur cela même qui a (désacralisé la nature) : la technique. Dans le monde où nous sommes, c'est la technique qui est devenu le mystère essentiel. »

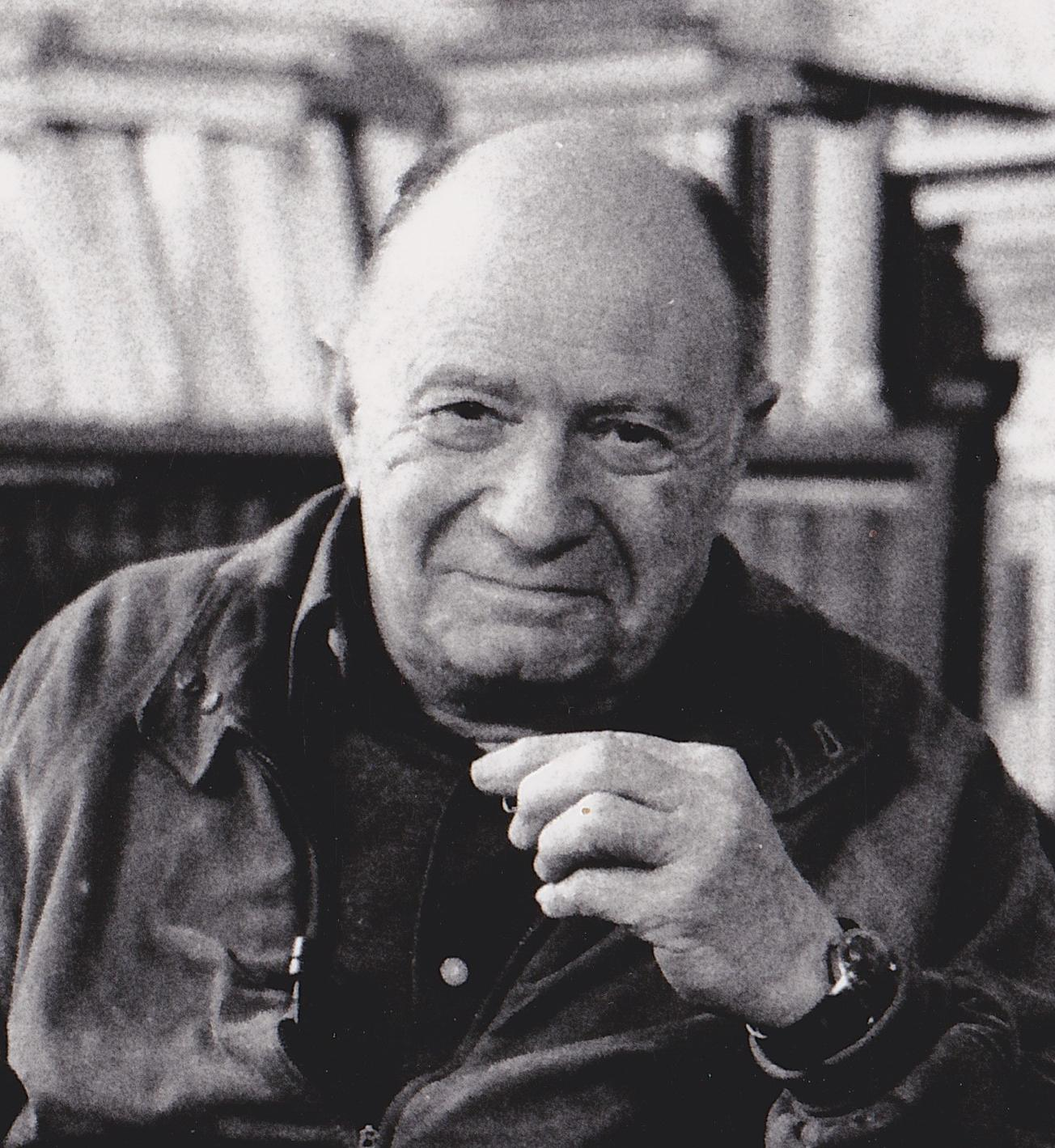
Jacques Ellul

En 1973, Jacques Ellul réaffirme sa thèse de la sacralisation de la technique mais pose également celle de l'État, au motif que c'est lui qui rend légitime l'essor de la technique :

« Ce n'est pas la technique qui nous asservit mais le sacré transféré à la technique, qui nous empêche d'avoir une fonction critique et de la faire servir au développement humain. Ce n'est pas l'État qui nous asservit, même policier et centralisateur, c'est sa transfiguration sacrale,. »

Il précise que si « le sacré transféré à la technique » est « asservissant », c'est uniquement parce que « l'homme moderne » est inconscient de transférer quoi que ce soit. La cause en est que la technique et l'État sont devenus des « processus autonomes », inviolables (jamais remis en cause) et la conséquence est… qu'ils le sont de plus en plus : cet « homme moderne » est constamment contraint de s'y adapter.
Dans le sillage des analyses elluliennes, certains militants technocritiques estiment au XXIe siècle que si le capitalisme reste une idéologie à la fois très prégnante et, en même temps, globalement aussi peu contestée qu'aux temps de Marx, c'est parce qu'il est lui-même entièrement construit sur l'idéologie technicienne mais que cette indexation reste globalement et fondamentalement impensée, car opérant depuis l'inconscient :

« Le sacré… quel est aujourd'hui l'économiste qui introduit cette notion dans le cadre de ses diagnostics ? Qui aujourd'hui est prêt à prendre au sérieux l'idée que "l'homme moderne" puisse sacraliser quoi que ce soit ? Même un Marcel Gauchet (l'un des rares penseurs d'aujourd'hui à inscrire ses analyses du présent dans le temps long et à penser le politique comme participant d'une continuité avec le religieux) conclut au désenchantement du monde. En définitive, ce n'est pas le monde dans sa globalité qui est désacralisé mais seulement la nature (notre environnement pollué en est la preuve) tandis que c'est l'instrument même de cette désacralisation, la technique, qui – au fil d'un jeu de chaises finement décrit par Ellul à travers son œuvre – est devenu l'objet tabou par excellence : incritiquable donc immaîtrisable . »

Chercheur en histoire des religions, Amaury Levillayer estime en 2018 que :

« les options théoriques du transhumanisme rappellent, toutes proportions gardées, des courants de pensée du christianisme antique. (…) Cette comparaison entre la science informatique et la culture numérique qu’elle produit, d’une part, et la religion, d’autre part, n’est évidemment pas fortuite (…). En s’étendant à l’ensemble des activités humaines sans rencontrer de sérieuses résistances — alors même que des schémas théoriques forts existent pour penser cette résistance —, le numérique semble acquérir un caractère relevant presque du sacré, c’est-à-dire qu’il aurait un impact décisif sur la structure même de notre société. »

## Sacré, croyance, idéologies

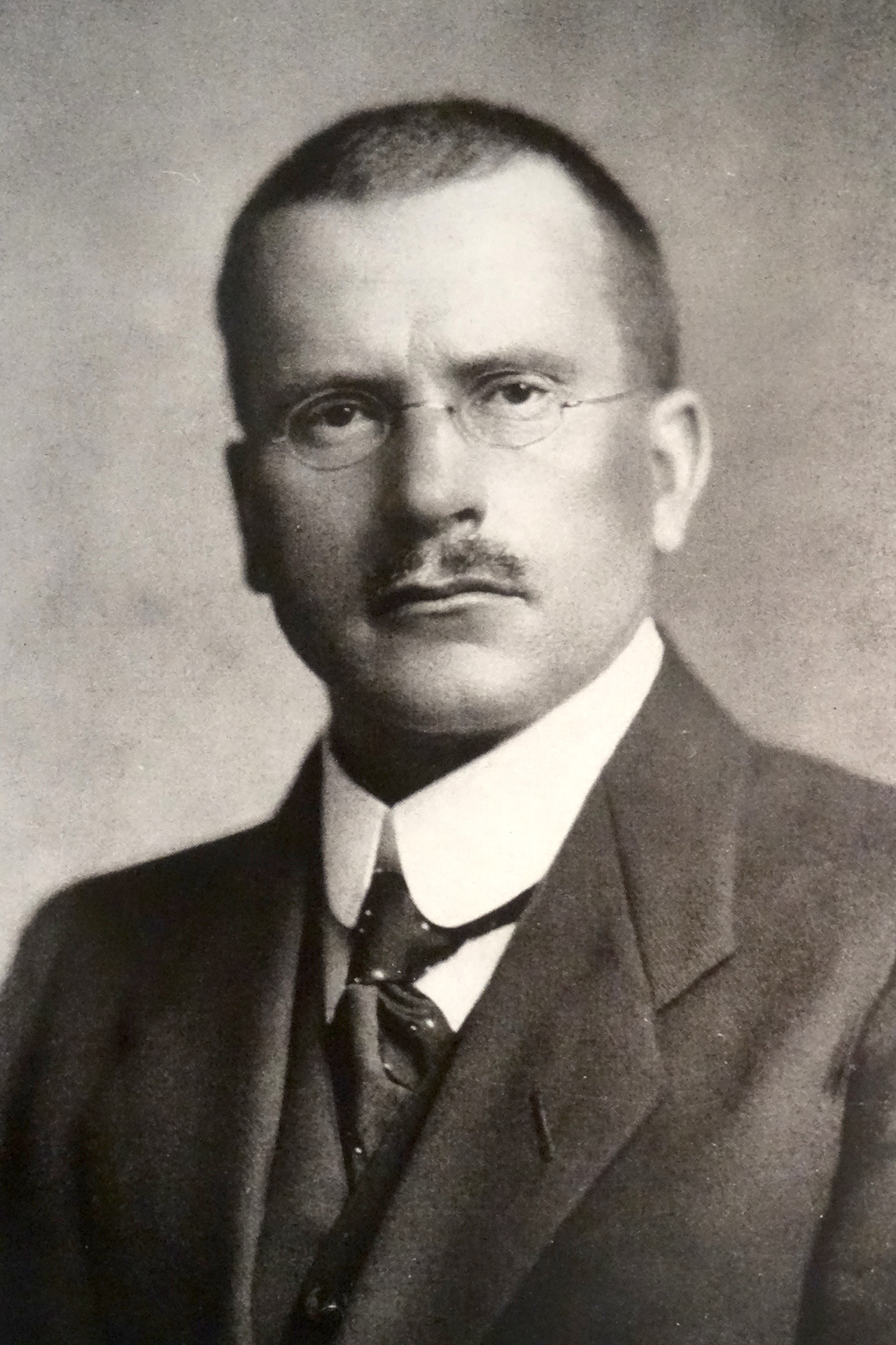
Carl Gustav Jung

La question de savoir si les contemporains « sacralisent » les êtres, les objets ou les choses, comme il est admis que les générations précédentes le faisaient, pose une autre question, plus fondamentale, celle de savoir s'ils sont ou non conscients qu'ils croient et de ce en quoi ils croient. Ayant étudié l'ouvrage de Rudolf Otto sur le sacré et instruit des échanges avec ses patients, le psychanalyste Carl-Gustav Jung s'attache à démontrer que, fondamentalement, « l'homme moderne » n'est pas foncièrement différent de « l'homme primitif » par le fait que, bien qu'il s'en défende souvent, il continue de croire et de sacraliser.
S'appuyant sur les massacres et destructions advenus lors des deux guerres mondiales, il affirme que les idéologies qui en ont été la cause correspondent à des vagues de sacralisation (le nationalisme, par exemple, étant la sacralisation de la nation) et que seule une « dialectique du moi et de l'inconscient », c'est-à-dire un dialogue permanent des hommes avec leurs phantasmes, serait à même de démontrer une quelconque supériorité de « l'homme moderne » sur « l'homme primitif » et d'apaiser les rapports qu'il entretient avec lui-même et autrui.
Différents penseurs qualifient du reste les idéologies de « religions séculières » (expression forgée par Raymond Aron en 1944) et considèrent celles-ci comme inévitablement génératrices de conflit : « Entre les religions séculières et les religions révélées, il y a une différence radicale : les religions séculières absolutisent l'immanent. Dans les religions révélées, il y a la présence d'une transcendance. Et tant qu'il y a une transcendance, les hommes restent des frères ».
La sacralisation se distingue donc de la consécration, qui est une action consciente et assumée, officiée de façon rituelle par des personnes mandatées pour cela (par exemple des prêtres) et se référant explicitement à une transcendance. Elle peut certes être assimilée à une manifestation de sacralisation mais cette dernière est un phénomène plus large, pouvant s'exprimer de façon inconsciente par n'importe qui et en dehors de tout circuit religieux traditionnel (religion révélée) mais en revanche dans le cadre d'une religion séculière.

## Un phénomène psychosocial
La sacralisation est un phénomène psychosocial, à la fois singulier et collectif :
- singulier (ou psychologique), au sens où sacraliser revient à transférer un contenu de l'inconscient sur une personne, un objet… puis à conférer à cette personne ou cet objet une importance extrême ;
- collectif (ou sociologique), au sens où c'est une collectivité, parfois tout un peuple, qui en vient à projeter un même fantasme sur une même personne ou un même objet. L'exemple le plus révélateur du XXe siècle est celui du nazisme, où le dictateur était salué par le mot « heil », du mot « heilig » qui signifie « sacré ».